# 皮亚内克拉蒂
皮亚内克拉蒂（義大利語：Piane Crati），是意大利科森扎省的一个市镇。总面积2平方公里，人口1466人，人口密度733.0人/平方公里（2009年）。ISTAT代码为078097。